# Stenhomalus parallelus
Stenhomalus parallelus är en skalbaggsart som beskrevs av Tatsuya Niisato 1988. Stenhomalus parallelus ingår i släktet Stenhomalus och familjen långhorningar. Inga underarter finns listade i Catalogue of Life.